# Аарау
Вижте пояснителната страница за други значения на Аарау.
А̀арау (на немски: Aarau) е град в Северна Швейцария. Главен административен център на кантон Ааргау и едноименния окръг Аарау. Разположен е около река Аар на 65 km североизточно от столицата Берн. Основан е около 1240 г. Има жп гара. Населението му е 21 503 души (31 декември 2018).

## Спорт
Представителният футболен отбор на града се казва ФК Аарау. Дългогодишен участник е в Швейцарската Суперлига.

## Личности
Родени
- Ерика Буркарт (1922 – 2010), швейцарска поетеса, белетристка и есеистка
- Рудолф Кноблаух (р. 1951), швейцарски дипломат

## Побратимени градове
- Делфт, Нидерландия
- Ройтлинген, Германия